# 곶자왈

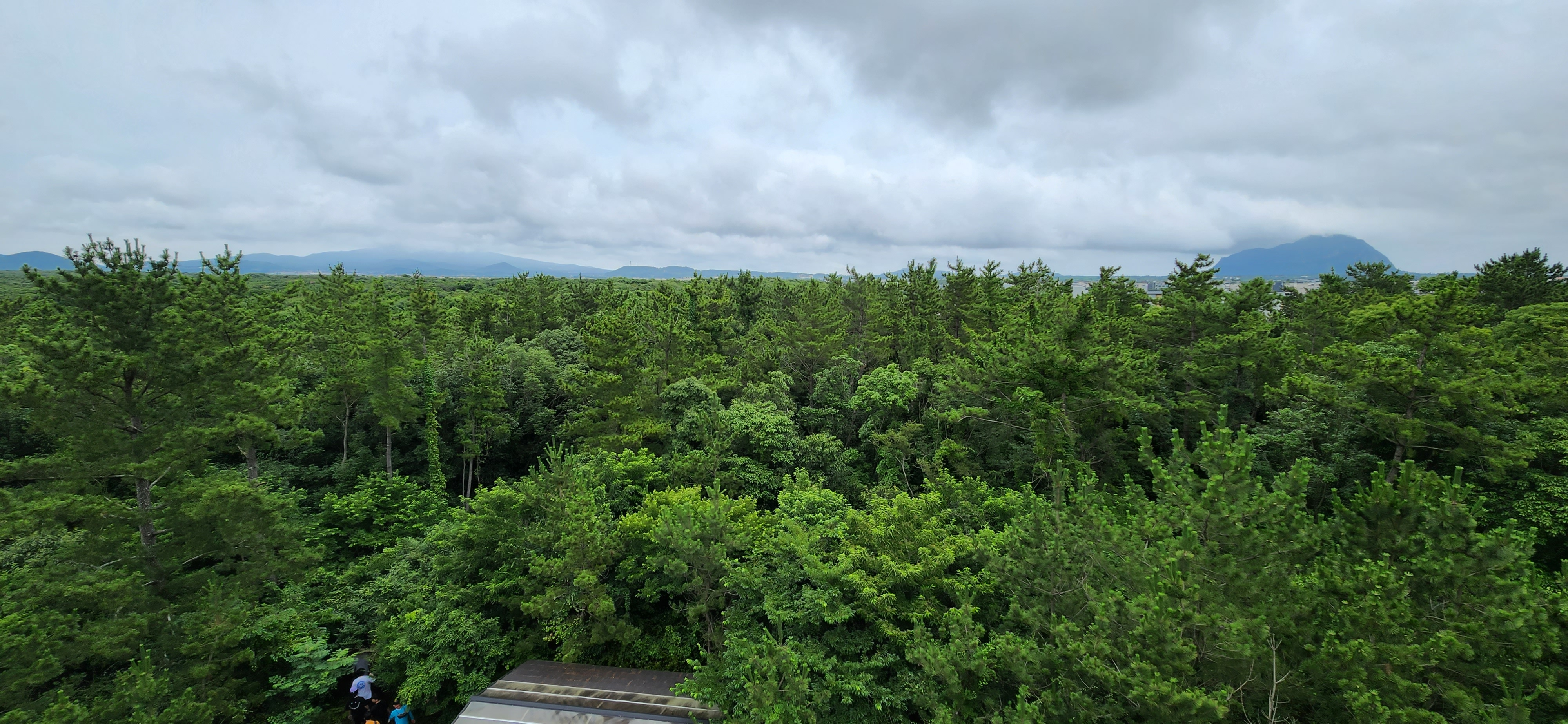
전망대에서 바라본 곶자왈의 모습

제주 곶자왈(Jeju Gotjawal)은 화산이 분출할 때 점성이 높은 용암이 크고 작은 바위 덩어리로 쪼개져 요철(凹凸)지형이 만들어지면서 나무, 덩굴식물 등이 뒤섞여 원시림을 이룬 곳을 지칭하는 제주어이다. 숲을 뜻하는 제주어 ‘곳’(곶)과 덤불을 뜻하는 ‘자왈’을 합쳐 만든 제주 고유어이다.

## 곶자왈의 중요성
곶자왈은 화산활동 중 분출한 용암류가 만들어낸 불규칙한 암괴지대로 숲과 덤불 등 다양한 식생을 이루는 곳을 말하며, ‘곶’과 ‘자왈’을 합성한 제주어이다. 즉 곶자왈이란 암괴들이 불규칙하게 널려있는 지대에 형성된 숲으로, 다양한 동·식물이 공존하며 독특한 생태계가 유지되고 있는 지역을 말한다.
곶자왈이 제주에서 중요한 의미를 가지는 이유는 과거 경작이 불가능하여 개발로부터 격리되어 버려진 땅으로 존재하였지만, 환경의 가치가 더욱 중요시 되고 있는 현재는 오히려 자연생태계가 잘 보존되어 있어 자연자원과 생태계의 보전가치가 높은 지역이 되었다.곶자왈 용암지대는 토양의 발달이 빈약하고 표층은 물론 심층까지도 크고 작은 암괴들로 이루어져 식물이 자라기에 어려울 뿐만 아니라 식생의 발달속도가 느려 지금과 같은 숲이 형성되는 시기가 오랫동안의 시간이 흘러서야 이루어진 것으로 볼 수 있기 때문이다.

## 희귀성
제주도 동부, 서부, 북부에 걸쳐 원시림의 모습으로 넓게 분포하며, 보온, 보습 효과가 뛰어나 북방한계 식물과 남방한계 식물이 공존하는 세계 유일의 신기한 숲으로 알려져 있다. 용암제방, 용암수형, 용암돔, 부가용암구 등 특이한 지질구조들이 다양하게 분포하여 제주도만의 독특한 모습을 이루고 있다.

## 특수성
지형적인 요인에 의해 제주시 지역과 서귀포 지역 간에 기온차가 나타난다. 겨울철에는 시베리아고기압에 의한 한랭한 북서계절풍이 한라산을 넘으면서 푄현상을 일으켜 두 지역의 기온차를 발생시키는 것이다. 제주 지방은 연중 바람 부는 날과 강풍의 빈도가 많다.
북제주군으로 불렸던 제주시 지역의 연평균 풍속은 3.8m/sec, 남제주군의 서귀포시는 3.1m/sec이며, 계절별로는 겨울철이 4.7m/sec로 가장 강하고 여름철이 약하다. 그러므로 제주시 지역과 서귀포시 지역은 평균기온이 약 7도가량 차이가 나고 있다. 그래서 제주 곶자왈은 세계에서 유일하게 열대 북방한계 식물과 한대 남방한계 식물이 공존하는 제주도만의 독특한 숲이 생겨나게 되었다.
제주 곶자왈은 한라산에서 날아든 풀씨와 꽃씨로 형성된 곶자왈은 세계에서 유일하게 열대 북방한계 식물과 한대 남방한계 식물이 공존하는 생태계의 보고로 소개되었고 아무리 비가 내려도 빗물이 그대로 지하로 유입되는 토질 등을 형성되어 지하수 함양에 중요한 역할을 하고 있다.
특히 지하수가 풍부하고 보온ㆍ보습 효과가 뛰어나 많은 식물들이 서식하고 있다. 지역에 따라 천량금을 비롯해 개가시나무, 가시딸기, 제주고사리삼 등 희귀 특산물이 자생하고 있지만 전문가의 정확한 토양, 토질 분석이 필요하다.

## 지역성
곶자왈에 대해서는 넓은뜻으로는‘제주도의 나무와 덩굴 따위가 마구 엉클어져 수풀같이 어수선하게 된 곳’ 또는 협의로는‘암괴상 아아용암류의 특징을 잘 보여주며 투수성이 높은 특유의 지질 구조를 가진 지역’의 원시림 생태환경 등으로 정의되고 있다.
원시림 형태의 곶자왈 지대는 형성된 용암에 따라 크게 한경∼안덕, 애월, 조천∼함덕, 구좌∼성산 곶자왈 지대 등 제주도내의 4곳의 지역에 걸쳐 분포하고 있는 것으로 지역별로 나눠 구분하고 있다.

## 역사
"제주도에서 돌과 풀과 나무만 있다고 곶자왈은 아니다. 그러므로 자생하는 풀과 나무가 비슷하다고 해서 모두 원시림으로 분류하여 곶자왈로 편입시키려는 자세는 옳지 못하다"
"지역마다 땅밑에 감춰진 토양과 수질, 범위를 정확한 전문가들의 조사와 탐사를 통해서 세밀한 분석과 연구로 이루워진 진단이어야 잡음이 없다"
곶자왈에 대한 전문가의 평가는 “‘곶자왈’이란 숲을 의미하는 ‘곶’과 돌을 의미하는 ‘자왈’이 합성된 용어”라며 “목장이나 초지까지 곶자왈 범주에 넣는 데는 동의할 수 없다”고 밝히고 있다.
“지금까지는 곶자왈에 대한 지리적 정리 외에는 잘 나와 있지 않다”며 “곶자왈 개념에는 생물학적인 부분과 역사적 의미까지 포함돼야 할 것”이라고 지적했다.

## 도립 곶자왈공원

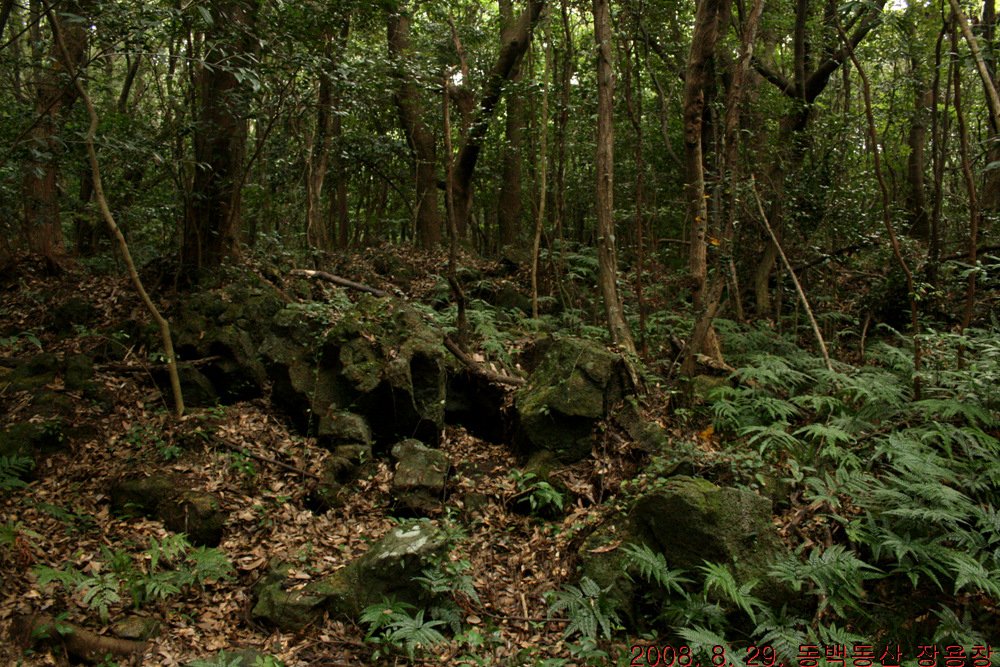
동백동산

제주국제자유도시개발센터(JDC)가 시행하는 ‘제주 곶자왈 도립공원’이 대정읍 영어교육도시 내에 조성되면서 2011년 신평리 마을회는 JDC와 상생 협약을 맺어, 마을회 소유 토지(약 48만5000m2, 공원 전체 면적의 약 32%)를 제주곶자왈도립공원의 일부로 무상 사용할 수 있도록 동의하여 이루어졌다.
특히 ‘제주곶자왈도립공원 2단계 조성사업’에서는 신평리가 직접 참여, 제주특별자치도·JDC 등 유관 기관과 실무협의를 통해 곶자왈의 보전 및 교육기능 등에 주안점을 둔 곶자왈 생태 및 문화체험의 학습장과 신평리에 산재된 도요지 등의 문화자원을 연계하면서 지역마을을 알릴 수 있는 새로운 방안을 모색하고, 기존 올레코스인 ‘신평곶자왈숲길’을 발굴해 2014년 7월 15일, 이를 ‘제주곶자왈 도립공원계획’ 변경 시 반영했다.
추가 조성되는 생태체험학습장은 신평리에 위치하고 있는 폐교(옛 보성초등학교 신평분교장)를 활용해 설치하게 되는데 도립공원 운영 시 신평리 주민들이 ‘곶자왈 숲 해설가’로 활동하고 공원에서 농수산물 직거래장을 개설하는 등 공원 운영에 직접 참여할 계획을 가지고 있다.

## 같이 보기
- 한라산
- 오름(측화산)
- 난대아열대산림연구소
- 제주곶자왈공유화재단

## 참고 문헌
- 「숲이 희망이다」, 숲은 흐느낀다(송홍선), 탁광일 저, 책씨(2005년, 106~121p)
- 「구석구석 제주올레길」, 정개왓광장, 박상준 저, 스타일북스(2011년, 322~331p)
- 「한 권으로 압축한 대한민국 3대 트레일」, 14-1코스 저지~무릉, 진우석 저, 꿈의지도(2012년, 175~191p)
- (지구의벗-환경운동연합)https://web.archive.org/web/20171225203147/http://kfem.or.kr/wp-content/uploads/2004/06/data_envinfo_epds_2781_%EB%AC%B8%EC%84%9C1.pdf